# Иларион Неврокопски
Иларион е висш български православен духовник, пръв български неврокопски митрополит от 1894 до 1912 година.

## Биография
Роден е със светското име Иван Пенчев Станев на 5 септември 1850 година в търновското село Церова кория. В 1871 година се замонашва под името Иларион в Капиновския манастир и на следната година става дякон на митрополит Григорий Доростолски и Червенски. Учи в богословското училище в Петропавловския манастир от 1873 до 1878 година, след което започва да учи в Одеската семинария, която завършва в 1884 година.
Завръща се в българските земи и от 1884 до 1886 година преподава в българската мъжка гимназия в Солун. От 1886 до 1891 година е ректор на Одринското българско свещеническо училище, което в 1890 година е преместено в Цариград. В 1891 е ръкоположен за йеромонах и до 1894 година оглавява българска църковна община в Сяр. Същевременно преподава и в Сярското българско четирикласно училище.
На 24 април 1894 година е ръкоположен за пръв български неврокопски митрополит.
В 1905 година дейци на ВМОРО научават, че гръцкият комитет в Драма е изпратил терорист да убие Иларион Неврокопски. Деецът на ВМОРО Спас Дъмаков успява да убие гръцкия деец в центъра на Неврокоп, преди той да направи покушение на митрополита.
Иларион се оттегля на 30 юни 1912 година поради влошено здраве и се заселва в Търново, където умира в 1925 година. Погребан е в църквата „Свети Йоан Предтеча“ в Церова кория. Завещава около 200 000 лева за развитието на просветата в Неврокопско и Търновско.
Известната Сарафкина къща във Велико Търново в миналото е собственост на Иларион Неврокопски. Той купува уникалната постройка през 1915 година за 6000 лева, а след смъртта си я завещава на двамата си сестрини синове.